# Leptogaster unihammata
Leptogaster unihammata är en tvåvingeart som beskrevs av Hermann 1917. Leptogaster unihammata ingår i släktet Leptogaster och familjen rovflugor.
Artens utbredningsområde är Taiwan. Inga underarter finns listade i Catalogue of Life.